# Zach Lund
Zachary Lund, noto Zach (Salt Lake City, 22 marzo 1979) è un ex skeletonista statunitense.

## Biografia
Proveniente dallo slittino, nel 1999 Lund decise di passare allo skeleton e nel 2000 iniziò a gareggiare per la squadra nazionale statunitense, debuttando in Coppa Nordamericana a dicembre di quello stesso anno e terminando secondo in classifica generale a fine stagione. Vinse infine il trofeo nel 2001/02 e nel 2003/04.
Esordì in Coppa del Mondo sul finire della stagione 2000/01, il 3 febbraio 2001 a Nagano, dove si piazzò al ventunesimo posto; centrò il suo primo podio l'11 febbraio 2005 a Sankt Moritz, concludendo la gara individuale in terza posizione, e la sua prima vittoria il 7 dicembre 2006 a Park City, sempre nel singolo. Ha vinto la classifica generale nella stagione 2006/07.
Ha partecipato ai giochi olimpici invernali di Vancouver 2010, concludendo la prova del singolo al quinto posto, in quella che fu l'ultima gara della sua carriera agonistica. Lund avrebbe dovuto gareggiare anche a Torino 2006 ma poche ore prima dell'inizio dei Giochi venne trovato positivo a un controllo antidoping e pertanto fu escluso dalla manifestazione; da allora la sostanza in questione venne bandita dall'elenco delle sostanze proibite e Lund poté riprendere a gareggiare in vista della stagione successiva, al termine della quale avrebbe poi vinto il trofeo di Coppa del Mondo.
Prese inoltre parte a cinque edizioni dei campionati mondiali vincendo in totale due medaglie di bronzo: la prima nel singolo a Sankt Moritz 2007 e la seconda nella gara a squadre ad Altenberg 2008.

### Dopo il ritiro
Nel 2012 entrò a far parte dello staff tecnico della nazionale statunitense di skeleton e a settembre del 2018 divenne il capo allenatore della squadra nazionale di bob e skeleton del Ghana.

## Palmarès

### Mondiali
- 2 medaglie:
  - 2 bronzi (singolo a Sankt Moritz 2007; gara a squadre ad Altenberg 2008).

### Coppa del Mondo
- Vincitore della classifica generale nel 2006/07.
- 15 podi (14 nel singolo, 1 nella gara a squadre):
  - 6 vittorie (tutte nel singolo);
  - 5 secondi posti (4 nel singolo, 1 nella gara a squadre);
  - 4 terzi posti (tutti nel singolo).

#### Coppa del Mondo - vittorie
| Data             | Luogo                | Paese       | Disciplina |
| ---------------- | -------------------- | ----------- | ---------- |
| 7 dicembre 2006  | Park City            | Stati Uniti | singolo    |
| 15 dicembre 2006 | Lake Placid          | Stati Uniti | singolo    |
| 9 febbraio 2007  | Cesana Torinese      | Italia      | singolo    |
| 24 febbraio 2007 | Schönau am Königssee | Germania    | singolo    |
| 6 dicembre 2007  | Park City            | Stati Uniti | singolo    |
| 18 gennaio 2008  | Cesana Torinese      | Italia      | singolo    |

### Circuiti minori

#### Coppa Nordamericana
- Vincitore della classifica generale nel 2001/02 e nel 2003/04;
- 8 podi (tutti nel singolo):
  - 6 vittorie;
  - 2 secondi posti.